# Радзивилл, Екатерина
Княгиня Екатерина Радзивилл (урождённая Екатерина Адамовна Ржевуская; 30 марта 1858, Санкт-Петербург, Российская империя — 12 мая 1941, Нью-Йорк, США) — русская и польская писательница и аферистка, представительница графского рода Ржевуских. Племянница Каролины Собаньской и Эвелины Ганской, кузина светской львицы Марии Клейнмихель. Писала на французском и английском языках.

## Биография
Екатерина Адамовна Ржевуская родилась в 1858 году в семье генерала Адама Ржевуского и умершей при родах Анны Дмитриевны Дашковой. Овдовевший отец женился на Ядвиге Ячевской (1843—1889). В 9 лет  Екатерину отдали на воспитание сестрам ее отца — Эвелине Ганской (вдове Бальзака) и Каролине Собаньской. Благодаря им она познакомилась с парижской художественной, журналистской, политической и научной элитой.
В 15 лет с благословения отца вышла замуж за Вильгельма-Адама Радзивилла (1845—1911), представителя немецкой ветви Радзивиллов, сына Вильгельма Радзивилла в имении отца в Верховне. У пары родилось 7 детей, пятеро переступили порог совершеннолетия:
- Людвига Виктория (1876—1966), муж с 1913 — Лотар граф Блюхер фон Вальштат (1890—1928), 3 детей
- Ванда Ада Ядвига (1877—1966), муж с 1895 — Гебхард Леберехт Блюхер фон Вальштатт (1836—1916), правнук Гебхарда Леберехта Блюхера, 3 детей
- Габриэла (1878—1968) — литовская медсестра, пацифистка и активистка движения за права женщин
- Николай (1880—1914) капитан запаса 52-го драгунского полка Русской императорской армии, жена — Мария Магдалена Радзивилл (1861—1945), брак бездетный
- Михаэль Казимир (1888-ум.?)

Вместе с французской писательницей Жюльеттой Адам считается одним из авторов скандальной серии книг об обществе европейских столиц и королевских дворах, выходивших под псевдонимом Count Paul Vasili («граф Павел Василий»). Кроме того, опубликовала множество книг о европейских монархах, политиках и других знаменитостях под своим именем. Книги Екатерины Радзивилл носят характер, как сейчас бы сказали, чёрного пиара, многие описываемые ею личности показываются в негативном свете. Часть из её книг имеет явную анти-Романовскую и антирусскую направленность, часть (особенно книги, написанные для американской публики во время первой мировой войны) антинемецкую и антиавстрийскую.

У Вышнеградского же я встречал очень интересную особу — княгиню Радзивилл (Она была урождённая Ржевуская.); эта княгиня Радзивилл была очень красива собою, муж же её был совершенно ничтожный человек. По-видимому, за нею ухаживал или, по крайней мере, увлекался ею Иван Алексеевич Вышнеградский. Эта княгиня Радзивилл впоследствии оказалась большою авантюристкой.<…>

Так вот эта самая Радзивилл, о которой я уже говорил, она, попросту, жила с Черевиным, а поэтому имела некоторое влияние в Петербургском обществе, так как Черевин был влиятельным человеком, а вследствие этого и княгиня Радзивилл могла оказывать некоторое влияние.
После смерти Черевина у неё обнаружились не вполне чистые дела, и она переехала в Англию.
— Витте С. Ю. 1849—1894: Детство. Царствования Александра II и Александра III, глава 15 // Воспоминания. — М.: Соцэкгиз, 1960. — Т. 1. — С. 331, 335-336. — 75 000 экз.
В 1890-х муж расстался с ней и забрал детей. Около 1900 года Екатерина Радзивилл уехала в Южную Африку. Была близка к Сесилю Родсу. Впоследствии у неё произошёл с Родсом конфликт, и она подала на него в суд, обвиняя в мошенничестве. Суд, однако, решил дело не в её пользу, признав представленные ею документы с подписью Родса поддельными. В результате она провела в тюрьме около года. В 1906 году Вильгельм Радзивилл развелся с ней.
Впоследствии она вышла замуж за шведского инженера и предпринимателя Карла Эмиля Колб-Данвина (Karl Emile Kolb-Danvin), с которым переехала в США, однако в 1917 году он умер. После этого остаток жизни жила в Нью-Йорке.
Ей принадлежит значительная роль в истории так называемых протоколов сионских мудрецов. Екатерина Радзивилл утверждала, что протоколы были изготовлены русскими журналистами Матвеем Головинским и Манасевичем-Мануйловым по заданию Охранки в 1904 и переданы С. А. Нилусу. Однако это противоречит хронологии событий: протоколы были опубликованы в России до Нилуса, П. Крушеваном в газете «Знамя» в 1903.

## В литературе
- Валентин Пикуль, посвятил ей рассказ «Дама из Готского альманаха».

## Книги
[PV] — книги, вышедшие под псевдонимом Count Paul Vasili, какие из них написаны Екатериной Радзивилл, точно неизвестно.
- La Société de Berlin: augmenté de lettres inédites. 1884 [PV]
- La Société de Saint-Pétersbourg: augmenté de lettres inédites. 1886 [PV]
- La Société de Vienne: augmenté de lettres inédites. 1885 [PV]
- La Société de Londres: augmenté de lettres inédites. 1885. [PV]
- La Société de Rome. 1887. [PV]
- La Société de Madrid. 1886. [PV]
- La Sainté Russie; la cour, l’armée, le clerge, la bourgeoisie et le peuple. 1890. [PV]
- The Resurrection of Peter. A Reply to Olive Schreiner. 1900. [ i.e. to Schreiner’s book: Trooper Peter Halkett of
- Mashonaland (1897)]
- My Recollections. 1904
- Behind the Veil at the Russian Court. 1914 [PV]
- France from Behind the Veil: The Fifty Years of Social and Political Life. 1914. [PV]
- Memories of Forty Years. 1914.
- The Royal Marriage Market of Europe. 1915.
- The Austrian Court From Within. 1916
- Sovereigns and Statesmen of Europe. 1916
- Because it was Written. [fiction]. 1916
- The Black Dwarf of Vienna, and other weird stories. 1916
- Germany under Three Emperors. 1917
- The Tragedy of a Throne. [Ludwig of Bavaria] 1917 [HE]
- Cecil Rhodes, Man and Empire-maker. 1918
- Russia’s Decline and Fall: The Secret History of a Great Debacle. 1918
- Confessions of the Czarina. 1918 [PV]
- Rasputin and the Russian Revolution. 1918
- The Disillusions of a Crown Princess; Being the Story of the Courtship and Married Life of Cecile, ex-Crown Princess of Germany. [Cecilie of Mecklenburg-Schwerin (1886—1954) married to Frederich Wilhelm (1882—1951), son of Wilhelm II]. 1919. [PV]
- The Firebrand of Bolshevism; The True Story of the Bolsheviki and the Forces That Directed Them. 1919
- Secrets of Dethroned Royalty. 1920
- Those I Remember. 1924
- They Knew the Washingtons; Letters from a French Soldier with Lafayette and from his Family in Virginia, translated by * Princess Radziwill. [perhaps written by Princess Radziwill]. 1926
- The Intimate Life of the Last Tzarina. 1928
- Child of Pity: The Little Prince [the Tsarevitch] Rides Away. 1930
- Nicholas II: The Last of the Tsars. 1931
- The Taint of the Romanovs. 1931
- It Really Happened; An Autobiography by Princess Catherine Radziwill. 1932
- The Empress Frederick. [Victoria Adelaide Mary Louisa (1840—1901), oldest daughter of Queen Victoria; married German emperor Friedrich III (1831—1888)]. 1934